# Alan Rickman
Alan Sidney Patrick Rickman, angleški igralec in režiser, * 21. februar 1946, London, Združeno kraljestvo, † 14. januar 2016, London.
Prepoznaven je bil po počasnem, a uglajenem načinu govora, ki je še posebej prišel do izraza v vlogah antagonistov, ko je znal biti hkrati porogljiv in grozeč. To je bilo posledica govorne napake, ko kot otrok ni mogel pravilno premikati spodnje čeljusti, nato pa je posebnost načrtno izpilil. Sprva sicer ni nameraval postati igralec in je vpisal študij grafičnega oblikovanja ter po študiju vodil grafično podjetje, nekaj let kasneje pa se je vendarle vpisal na Kraljevo akademijo dramskih umetnosti, ki jo je obiskoval v letih 1972–1974.
Kot igralec je prodrl leta 1985 z vlogo zapeljivega in manipulativnega de Valmonta v igri Nevarna razmerja (Les liaisons dangereuses). Ko so dve leti kasneje igro uprizorili na Broadwayju, si je zanjo prislužil nominacijo za nagrado Tony. Poleg tega ga je opazil producent Joel Silver in mu ponudil vlogo glavnega negativca, terorista Hansa Gruberja v hollywoodskem akcijskem trilerju Umri pokončno, kar je bila njegova prva filmska vloga. Že pred tem se je preskusil tudi kot televizijski igralec, kjer je največji uspeh dosegel z vlogo Rasputina v HBO-jevem biografskem filmu Rasputin: Dark Servant of Destiny (1996), za katero je prejel zlati globus in emmyja. Vso kariero je prehajal med gledališčem, filmom in televizijo, v zadnjih letih pa se je aktivneje posvetil tudi režiji. V novejšem času je bil najbolj prepoznan po vlogi Robausa Rawsa (v izvirniku Severus Snape) v seriji fantazijskih filmov, posnetih po fantazijski pripovedi Harry Potter. Nastopil je v vseh osmih filmih serije, ki so izhajali v letih 2001–2011. Klišejski podobi negativca (poleg Hansa Gruberja se je denimo proslavil še kot šerif Nottinghama v Robin Hood: Princ tatov) se je upiral tudi z vlogami, kot je polkovnik Brandon, snubec lika Emme Thompson v filmu Razsodnost in rahločutnost (1995).
Svojo ženo Rimo Horton je spoznal, ko sta bila oba še najstnika. Skupaj sta živela od leta 1965, poročila pa sta se leta 2012. Štiri leta kasneje je umrl za rakom.